# BYD Seal DM-i
La BYD Seal DM-i o BYD Destroyer 07  è un'autovettura prodotta dalla casa automobilistica cinese BYD Auto dal 2023.

## Descrizione
Presentata al salone di Shanghai come prototipo nell'aprile 2023, la BYD Seal DM-i, originariamente chiamata Destroyer 07, doveva essere il terzo modello della gamma di modelli elettrici Warship Series. Tuttavia i piani progettuali furono modificati nel luglio 2023, pochi mesi prima del lancio, e il veicolo fu rinominato come Seal DM-i.
La vettura è stata creata principalmente pensando al mercato cinese, posizionandolo nella gamma come un'alternativa più economica alla BYD Han. L'inizio delle vendite del modello ibrido è iniziato il 6 settembre.
A differenza della BYD Seal completamente elettrica, la Seal DM-i è un'auto ibrida plug-in. Il sistema è costituito da un motore a benzina da 1,5 litri con una potenza di 130 CV, supportato da un motore elettrico. La batteria proprietaria "Blade Battery" è offerta in due varianti che consentono di percorrere circa 120 o 200 chilometri con una singola carica in modalità puramente elettrica.